# Ruski pritlikavi hrček
Ruski pritlikavi hrček (znanstveno ime Phodopus campbelli) je vrsta pritlikavega hrčka. Odkril ga je W.C. Campbell leta 1902 v Tuvi, na prodročju, ki zgodovinsko in geografsko povezuje Kitajsko in Rusijo. Naravni habitat tega pritlikavega hrčka je tudi v stepah in pol suhih področjih centralne Azije, gorovju Altai in v provincah Heilungkiang in Hebei v severni Kitajski. Imenovan je tudi ruski hrček in ga pogosto zamenjamo za sibirskega hrčka (Phodopus sungorus).

## Habitat
V stepah vzhodne in centralne Azije koplje rove tudi do enega metra globoko. Rovi so pogosto nastlani z ovčjo dlako in suho travo. V njih je konstantna temperatura okrog 16 °C. Naravni sovražniki so sove, lisice, orli in podlasice.
V ujetništvu naj ne bi imeli za steljo žagovine močno dišečih vrst lesa, saj to lahko vodi k alergijam in posledično hujšim obolenjem, ki ogrožajo življenje hrčka. Najboljša je papirnata stelja - trakovi iz papirnatih robčkov, prav tako je primerna bombažna vata, saj si iz nje radi naredijo gnezdo.

## Življenjska doba
V ujetništvu dočaka približno 18-24 mesecev, drugače pa živi od 2-3 leta. Spolno aktivni postanejo pri petih tednih. V leglu je običajno 4-6 mladičev, znani so tudi primeri z do 16 mladiči. Brejost traja 18-21 dni, približno 24 ur po porodu pa je samica pripravljena na novo parjenje.

## Vedenje
Za razliko od drugih vrst hrčkov, še posebej sirijskega, je ruski pritlikavi hrček družabna žival. Samec, če samica to dopusti, lahko ima pomembno vlogo pri varstvu in vzgoji mladičev, vendar se lahko zgodi, da samica v brejosti postane agresivna do samca in ju moramo ločiti. Kot tudi druge vrste hrčkov, bo pojedel svoje mladiče samo v ekstremnih primerih, kot je na primer zelo veliko pomanjkanje proteinov. Samica poje mladičke tudi v primeru, če čuti, da so le-ti ogroženi. Ker so družabne živalice, jih lahko imamo v istospolnih kolonijah. V primeru, da jih ne ločimo po spolih se nam namreč lahko prekomerno razmnožijo. ruski pritlikavi hrček je nočna žival, to pomeni, da čez dan večinoma spi, čez noč pa je najbolj aktiven. Prav zaradi tega in zaradi svoje majhnosti ni primeren za domačega ljubljenčka manjših otrok.

## Bolezni in prehrana
ruski pritlikavi hrček je nagnjen k diabetesu. Gre za dedno bolezen, ki jo mladiči podedujejo po svojih starših. Iz tega razloga jih ne smemo hraniti s sladko hrano (posladki za hrčke, medene palčke s semeni). Prav tako naj ne bi vzrejali hrčkov, za katere nismo prepričani ali imajo diabetes.
Ker hrčkom zobje rastejo neprestano, jim moramo omogočiti, da si jih brusijo. Za to so najbolj primerni mineralni kamni, ki jih dobimo v trgovinah za male živali ali pasji briketi. Zobe moramo redno pregledovati in če so predolgi, jih mora veterinar skrajšati.
V naravi hrčki jedo različna semena, zelenjavo in sadje. Za hrčke v ujetništvu imamo na voljo vnaprej pripravljene mešanice hrane, ki jih moramo dopolnjevati s svežo zelenjavo. Pri nakupu hrane za hrčka moramo biti pozorni, da le ta ne vsebuje hrane, ki je za druge glodavce neškodljiva, hrčkom pa povzroča zdravstvene težave. Taka hrana so:
- mandlji
- česen
- krompir
- rabarbara
- listi paradižnika
- rozine
- zelje
- citrusi.

Ne smemo jim dajati sladkarij in lepljive hrane, saj jim zapacka obustne vrečke, povzroča vnetja in je lahko za žival usodna.
Vidijo zelo slabo in imajo zelo slab občutek za globino. Zelo dobro pa imajo razvit voh in mnogo žlez, ki puščajo vonj v hrčkovi okolici. Značilno za hrčke je, da vonj iz žlez spravijo na svoje tačke in tako označujejo pot, po kateri hodijo (pot do hrane, pot do doma). Vonj se obdrži do 8 dni.
Poleg tega, da so podvrženi diabetesu, so nagnjeni tudi k tumorjem (malignim in benignim) ter glavkomu (bolezen očesnega živca).
Ker je hrček označen kot nezahteven domači ljubljenček, marsikdo misli, da ga ni potrebno peljati k veterinarju, vendar vse več zavednih lastnikov hrčkov svoje živalce vodi na preglede in zdravljenja k veterinarju.

## Kožušček
Pritlikavi ruski hrčki imajo več vrst kožuščkov: normalnega, svilnatega, valovitega in kratkega valovitega. Normalen kožušček tvori kratka ravna dlaka, ki je poležena ob telesu. Svilnat kožušček se sveti in daje občutek, kot da je dlaka mastna. Svilnat kožušček daje vtis skuštranosti, barve so bolj intenzive. Valovit kožušček ima malce daljšo dlako, ki je valovita. Mladički s takšnim tipom kožuščka so lahko precej kodrasti. Kratek valovit kožušček ima, kot že ime pove, kratko valovito dlako.
Osnovne barve:
- normalna (sivo-rjava z belim trebuščkom in črnimi očmi)
- srebrna (barva cimeta, peščena barva, bel trebušček in rdeče oči)
- temna srebrna (temnejša rjava, ki lahko potegne na oranžno, bel trebušček in črne oči)
- albino (popolnoma bel z rdečimi očmi)
- opal (kovinsko siv z belim trebuščkom in črnimi ali rdečimi očmi)
- črna (cel črn, s črnimi očmi).

Barvni vzorci:
- lisast (nepravilne bele lise)
- platinast (bele dlake pomešane med barvnimi)

Mešanje osnovnih barv in vzorcev je povzročilo nastanek novih barv, kot so modra, srnja barva, lilac (barva španskega bezga), bež, čokolada, golobja barva in druge...

## Hibridi s sibirskim hrčkom
Izmed vseh vrst hrčkov, ki jih imamo za domače ljubljenjčke, sta edino ruski pritlikavi hrček in sibirski hrček sposobna medsebojnega parjenja in oploditve. Takšni hibridi so najpogostejši rezultat tega, da že v trgovinah z malimi živalmi ne uspejo ločiti sibirske in ruske hrčke. Število hibridov na žalost narašča, kar pa povzroča porast bolezni (diabetes, glavkom) in izginjanje rasno čistih primerkov.

## Ruski pritlikavi hrček kot domača žival
Pred nakupom hrčka moramo dobro razmisliti, ali si želimo samčka ali samičko. Najbolje je izbrati samo en spol, tako se izognemo številčnim mladičem, ki jih je težko oddati. Ko se odločimo glede spola hrčka, mu moramo pripraviti primerno kletko. Kletka za hrčka ne sme imeti žičnatih tal, saj si hrček lahko hitro poškoduje tačke. Ima naj površino vsaj 60 x 40 cm. Poleg kletke potrebujemo še ostalo opremo. Kolo za ruskega hrčka naj ne bo kovinsko, ampak plastično, ki nima špranj, v katere bi lahko hrček zataknil tačko. Steklenička za vodo naj bo primerne velikosti in na primerni višini, da jo hrček lahko doseže. V kletko lahko položite tunele in hiško za hrčka. Poskrbite za primerno nasteljo (papirnati robčki, wc papir, vata), ki ne sme biti odišavljena. Žagovine se pri stelji za hrčke raje izognemo, saj lahko vsebuje pršice ali garje, ki ogrožajo življenje vašega hrčka. Kletko postavite v miren kot v stanovanju. Naj ne bo izpostavljena soncu in preblizu radiatorja ali drugega grelnega telesa. S tako pripravljeno kletko se lahko odpravite v trgovino za male živali, kjer imajo veliko izbiro hrčkov, lahko pa (najboljša metoda) poiščete rejca, ki se ukvarja s hrčki. Ta vam bo lahko svetoval pri ureditvi kletke, pokazal vam bo starše vašega hrčka, ...
Prvih 24 ur v novem domovanju bo hrček najbrž precej zbegan. Dovolite mu, da se navadi na novo okolje, ga dobro pregleda in markira. Po kakšnem dnevu se lahko začnete bolj intenzivno ukvarjati z njim. Navadite ga na svoj glas in na roke (POZOR! Hrčki, ki niso vajeni, da se jih prijema, lahko pošteno ugriznejo!). Najlažje hrčka »udomačite« s pomočjo hrane. Dajajte mu semena z roko in počasi mu bo jasno, da vaša roka ni nevarna. Z njim se ukvarjajte vsak dan vsaj 15 minut, saj se v nasprotnem primeru odvadijo človeka in zopet postanejo povsem divji. Redno (vsak dan) mu menjavajte vodo v steklenički, da bo le-ta sveža in ne postana. Hranite ga vsak drugi dan s suho hrano, vsak dan pa mu ponudite svežo zelenjavo ali sadje. Čiščenje kletke mora biti redno - enkrat tedensko. Za čas, ko čistite kletko, hrčka premestite nekam, kjer bo varen in ne bo mogel uiti. Hrano, njene ostanke in kakce odvrzite v smeti, kletko sperite z vročo vodo, ki ji lahko dodate kapljico detergenta za posodo, vendar bodite pazljivi, da jo dobro sperete. Ostalih čistil in razkužil ne uporabljajte, saj lahko dražijo hrčkovo kožo ali sluznico ter so na splošno strupeni.